# الحرب الأهلية الأفغانية (1996–2001)
يغطي هذا المقال التاريخ الأفغاني بين قيام طالبان بغزو كابول وتأسيسهم لإمارة أفغانستان الإسلامية في 27 سبتمبر 1996، وغزو الولايات المتحدة لأفغانستان في 7 أكتوبر 2001، فترة كانت جزءًا من الحرب الأهلية الأفغانية التي بدأت في 1989، وكذلك جزء من الحرب (بمعنى أوسع) في أفغانستان التي بدأت في 1978.
وحكومة دولة أفغانستان الإسلامية التي بدأت في سنة 1992 بعد سقوط الشيوعية في أفغانستان، قد تمكنت من السيطرة على الحكم في شمال البلاد وقد حظيوا بدعم من روسيا وأوزبكستان وطاجيكستان وإيران، بينما حظيت حكومة إمارة أفغانستان الإسلامية على اعتراف السعودية وباكستان والإمارات.
شكل وزير دفاع دولة أفغانستان الإسلامية أحمد شاه مسعود الجبهة المتحدة (التحالف الشمالي) في مواجهة طالبان. ضمت الجبهة المتحدة جميع الأعراق الأفغانية: الطاجيك والأوزبك والهزارة والتركمان وبعض البشتون وغيرهم. خلال الصراع تلقت طالبان دعمًا عسكريًا من باكستان ودعمًا ماليًا من المملكة العربية السعودية. تدخلت باكستان عسكريا في أفغانستان، ونشرت كتائب وأفواج من فيلق الحدود والجيش ضد الجبهة المتحدة. دعمت القاعدة طالبان بآلاف المقاتلين القادمين من باكستان والدول العربية وآسيا الوسطى. وانتهت تلك الحرب في سنة 2001 بعد سقوط حكومة طالبان في كابول بعد أن تمكنت الولايات المتحدة من غزو أفغانستان وذلك بسبب رفض حكومة طالبان تسليم أسامة بن لادن.

## المشاركون الرئيسيون
كان كل من أحمد شاه مسعود (عن الجبهة المتحدة ودولة أفغانستان الإسلامية)، والملا محمد عمر (عن طالبان)، وأسامة بن لادن مع أيمن الظواهري (عن القاعدة ومصالح عربية مختلفة)، القادة الرئيسيين في الحرب القائمة في أفغانستان. كان هناك قادة آخرون، معظمهم من باكستان (مثل برويز مشرف، ولاحقًا الجنرال محمود) من جهة، ومن الجهة الأخرى (على سبيل المثال: الحاج عبد القادر، وعبد الرشيد دوستم) من الجبهة المتحدة، لكنهم لم يكونوا حاضرين دائمًا في أفغانستان نفسها. اعتمدت نوعية حياة السكان الأفغان بشدة على القائد المحدد الذي سيطر مباشرة على المنطقة التي عاشوا فيها. توجد تباينات حادة فيما يتعلق بالحياة والهياكل في مختلف المناطق.

### الجبهة المتحدة (التحالف الشمالي)

#### أحمد شاه مسعود
طوال معظم تاريخ عملياتها، كانت الجبهة الإسلامية المتحدة لإنقاذ أفغانستان (التحالف الشمالي) برئاسة أحمد شاه مسعود، وهو طالب هندسة بجامعة كابول، تحول إلى قائد عسكري لعب دورًا رئيسيًا في طرد الجيش السوفييتي من أفغانستان، ما أكسبه لقب أسد بانشير. أطلق عليه أتباعه أيضًا أمير صهيب (قائدنا الشهيد الحبيب). خصصت وول ستريت جورنال في ذلك الوقت أحد أغلفتها لمسعود ووصفته بأنه «الأفغاني الذي ربح الحرب الباردة». بعد انسحاب القوات السوفيتية من أفغانستان والانهيار اللاحق لحكومة محمد نجيب الله المدعومة من الاتحاد السوفيتي، أصبح مسعود وزيرًا للدفاع في عام 1992 في عهد حكومة برهان الدين رباني. بعد صعود حركة طالبان في عام 1996، عاد مسعود إلى دور زعيم المعارضة المسلحة، وشغل منصب القائد العسكري للجبهة الإسلامية المتحدة.
كان مسعود شخصًا متدينًا وروحيًا جدًا، عارض بشدة تفسيرات الإسلام التي اتبعتها حركة طالبان أو القاعدة. وهو مسلم سني حمل معه دائمًا كتابًا عن الصوفي الباطني الغزالي.

عرضت طالبان مرارًا على مسعود منصبًا في السلطة لدفعه لوقف مقاومته. رفض مسعود لأنه لم يقاتل من أجل السلطة. وأوضح في إحدى المقابلات:
تقول طالبان: «تعال واقبل منصب رئيس الوزراء وكن معنا»، وهم يحتفظون بأعلى منصب في البلاد، وهو رئاسة الجمهورية. ولكن بأي ثمن؟! الاختلاف بيننا يتعلق في الأساس بطريقتنا في التفكير حول مبادئ المجتمع والدولة. لا يمكننا قبول شروط التسوية الخاصة بهم، وإلا فسيتعين علينا التخلي عن مبادئ الديمقراطية الحديثة. نحن في الواقع ضد النظام المسمى «إمارة أفغانستان».
أعرب مسعود عن اقتناعه بأن النظام الديمقراطي هو وحده القادر على ضمان السلام الدائم في أفغانستان. أراد إقناع طالبان بالانضمام إلى عملية سياسية تؤدي إلى انتخابات ديمقراطية في المستقبل القريب.
في 9 سبتمبر 2001، قبل يومين من هجمات 11 سبتمبر في الولايات المتحدة، اغتيل مسعود في ولاية تخار في أفغانستان من قبل عملاء يشتبه بانتمائهم إلى القاعدة. حضر الجنازة مئات الآلاف من الأشخاص الذين كانوا في حالة حزن مع أنها أقيمت في منطقة ريفية إلى حد ما. سمي في العام التالي «بطلًا وطنيًا» بأمر من الرئيس الأفغاني حامد كرزاي. يُذكر أن تاريخ وفاته، 9 سبتمبر، هو يوم عطلة وطنية في أفغانستان تُعرف باسم «يوم مسعود».  في العام التالي لاغتياله، في عام 2002 رُشِح مسعود لجائزة نوبل للسلام (التي، بالمناسبة، لا تُمنح بعد الوفاة).
وصف لاجئ، حشر عائلته المكونة من 27 فردًا في سيارة جيب قديمة للفرار من طالبان إلى منطقة مسعود، منطقة مسعود بأنها «الزاوية الأخيرة المتسامحة في أفغانستان». قال عن حياته في منطقة مسعود: «أشعر بالحرية هنا. أحب... أنت تعلم، ألا يزعجني أحد. أقوم بعملي. وأهتم بأسرتي. أعيش بالطريقة التي أحبها في هذه المنطقة». لم يؤثر مسعود على الناس الذين عاشوا في مناطق عبد الرشيد دوستم والذين انضموا إلى الجبهة المتحدة لمحاربة طالبان.
في منطقة مسعود، لم يفرض على النساء والفتيات ارتداء البرقع الأفغاني. وسُمح لهم بالعمل والذهاب إلى المدرسة. في حالتين معروفتين على الأقل، تدخل مسعود شخصيًا ضد حالات الزواج القسري. بينما كانت قناعة مسعود المعلنة بأن الرجال والنساء متساوون ويجب أن يتمتعوا بنفس الحقوق، فقد تعين عليه أيضًا التعامل مع التقاليد الأفغانية، التي قال إنها تحتاج إلى جيل أو أكثر للتغلب عليها. في رأيه، لا يمكن تحقيق ذلك إلا من خلال التعليم.
أنشأ مسعود مؤسسات ديمقراطية انقسمت في عدة لجان: سياسية، وصحية، وتعليمية، واقتصادية. ومع ذلك، جاء إليه الكثير من الأشخاص عندما كان لديهم نزاع أو مشكلة وطلبوا منه حل مشاكلهم شخصيًا.
فرّ مئات الآلاف من اللاجئين من طالبان إلى مناطق مسعود. في عام 2001  وصف مسعود والمصور الشهير والسفير السابق للأمم المتحدة رضا دقتي الوضع المرير للاجئين الأفغان وطلبوا المساعدة الإنسانية.

#### عبد الرشيد دوستم
بعد صعود طالبان وسيطرتهم على كابول، تحالف عبد الرشيد دوستم مع التحالف الشمالي (الجبهة المتحدة) ضد طالبان. جرى تجميع التحالف الشمالي في أواخر عام 1996 من قبل دوستم، وأحمد شاه مسعود، وكريم خليلي ضد طالبان. ويقال عند هذه المرحلة كان لديهم قوة قوامها نحو 50,000 رجل مدعومين بالطائرات والدبابات.
واجه أيضًا دوستم، شأنه شأن غيره من زعماء التحالف الشمالي، تناحرًا داخل جماعته، وأجبر فيما بعد على تسليم سلطته إلى الجنرال عبد الملك بهلوان. ودخل عبد الملك في مفاوضات سرية مع طالبان، التي وعدت باحترام سلطته على جزء كبير من شمال أفغانستان مقابل اعتقال إسماعيل خان أحد أعدائها. بناءً على ذلك اعتقل عبد الملك في 25 مايو 1997 خان، وسلمه إلى طالبان وسمح لهم بدخول مزار شريف، مانحًا إياهم السيطرة على معظم شمال أفغانستان. وبسبب هذا اضطر دوستم إلى الفرار إلى تركيا. لكن سرعان ما أدرك عبد الملك أن طالبان لم تكن صادقة بوعودها إذ نزعت سلاح رجاله. ثم عاد إلى التحالف الشمالي، وانقلب ضد حلفائه السابقين، وطردهم من مزار شريف. وفي أكتوبر 1997 عاد دوستم من المنفى واستعاد السيطرة لفترة وجيزة على مزار الشريف، ولكن عادت طالبان في 1998، فهرب مرة أخرى إلى تركيا.

#### حاجي عبد القدير
الحاج عبد القدير (حوالي 1951 في جلال أباد أفغانستان - 6 يوليو 2002 في كابل أفغانستان) كان زعيمًا بارزًا بشتونيًا مناهضًا لطالبان في الجبهة المتحدة. كان شقيق عبد الحق أحد قادة المقاومة المعروفين ضد الغزو السوفيتي لأفغانستان. كانت عائلة قدير عائلة قوية تقليديا، ولها صلات بالملك الأفغاني السابق محمد ظاهر شاه. كان للحاجي عبد القدير قاعدة نفوذ في شرق أفغانستان وكان حاكم ولاية ننكرهار مسقط رأسه قبل أن تتولى طالبان السلطة.
أصبح قدير نائب رئيس أفغانستان في إدارة حامد كرزاي ما بعد طالبان. وفي 6 يوليو 2002 قتل مسلحون قدير وصهره وأحد أبنائه الحاج محمد زاهر بالرصاص في كابل في 2002.

### إمارة أفغانستان الإسلامية

#### طالبان
قاد الملا محمد عمر قوات طالبان خلال الحرب الأهلية الأفغانية. وأعلن نفسه أميراً للمؤمنين. نادرًا ما تم تصويره أو تحدث إلى الصحفيين مباشرة. ويعد شخصية رمزية دربته وكالة الاستخبارات الباكستانية وهيمنت عليه. يدعي أتباع طالبان أن الملا عمر ولد في ولاية أروزكان بوسط أفغانستان سنة 1962. وتشير مصادر أخرى إلى ولادته في قندهار حوالي 1959. ويقال إنه درس في عدد من المدارس الإسلامية خارج أفغانستان، وخاصة في كويتا الباكستانية. وفي الثمانينيات انضم إلى المقاومة ضد الغزو السوفيتي. ويعتقد أنه فقد عينه في قتال السوفييت كنائب للقائد العام في حزب الحركة الإسلامية بقيادة محمد النبي محمدي. وفي 1994 استولى الملا عمر على السلطة في قندهار من خلال الإطاحة بالعصابات والميليشيات المحلية في أول ظهور لحركة طالبان.
كان للملا عمر روابط قوية مع شخصية مشهورة أخرى في السياسة العالمية: أسامة بن لادن. كان متزوجا من إحدى بنات بن لادن. رفض عدة طلبات أمريكية لتسليم أسامة بن لادن، الذي قُتل في مايو 2011 في عملية سرية قام بها أعضاء من مجموعة تطوير الحرب الخاصة بالولايات المتحدة ووكالة الاستخبارات المركزية SAD / SOG بناءً على أوامر من الرئيس الأمريكي باراك أوباما.
يقول تحليل من أطباء من أجل حقوق الإنسان (PHR):«إن طالبان هي أول فصيل يطالب بالسلطة في أفغانستان استهدف النساء بالقمع الشديد وعاقبهن بوحشية على المخالفات. على حد علم منظمة أطباء من أجل حقوق الإنسان لم يقم أي نظام آخر في العالم بذلك. بشكل منهجي وعنيف أجبر نصف سكانها على الإقامة الجبرية الفعلية، وحظرهم تحت طائلة العقاب الجسدي...»
بعد السيطرة على العاصمة كابل في 26 سبتمبر 1996 أصدرت طالبان مراسيم تمنع النساء من العمل خارج المنزل أو الذهاب إلى المدرسة أو مغادرة منازلهن ما لم يرافقهن قريب ذكر. في الأماكن العامة كان لابد من تغطية النساء من الرأس إلى أخمص القدمين ببرقع - غطاء بطول الجسم مع فتحة شبكية فقط يمكن رؤيتها من خلالها. لم يُسمح للنساء بارتداء الجوارب أو الأحذية البيضاء أو الأحذية التي تحدث ضوضاء أثناء السير فيها. كما تم طلاء نوافذ المنازل والمباني حتى لا يمكن رؤية النساء بالداخل. مُنعت النساء عمليًا من الحياة العامة، وحُرمن من الحصول على الرعاية الصحية والتعليم والعمل، ولم يُسمح لهن بالضحك بطريقة يمكن أن يسمعها الآخرون.
قطعت طالبان دون أي محكمة أو جلسة استماع حقيقية أيدي الناس أو أسلحتهم عند اتهامهم بالسرقة. وشاهدت فرق الاغتيالات التابعة لطالبان التابعة لـ «وزارة الأمر بالمعروف والنهي عن المنكر» الشوارع وهي تقوم بالضرب الوحشي والعلني على الناس عندما رأوا ما اعتبروه سلوكًا غير إسلامي.

### باكستان

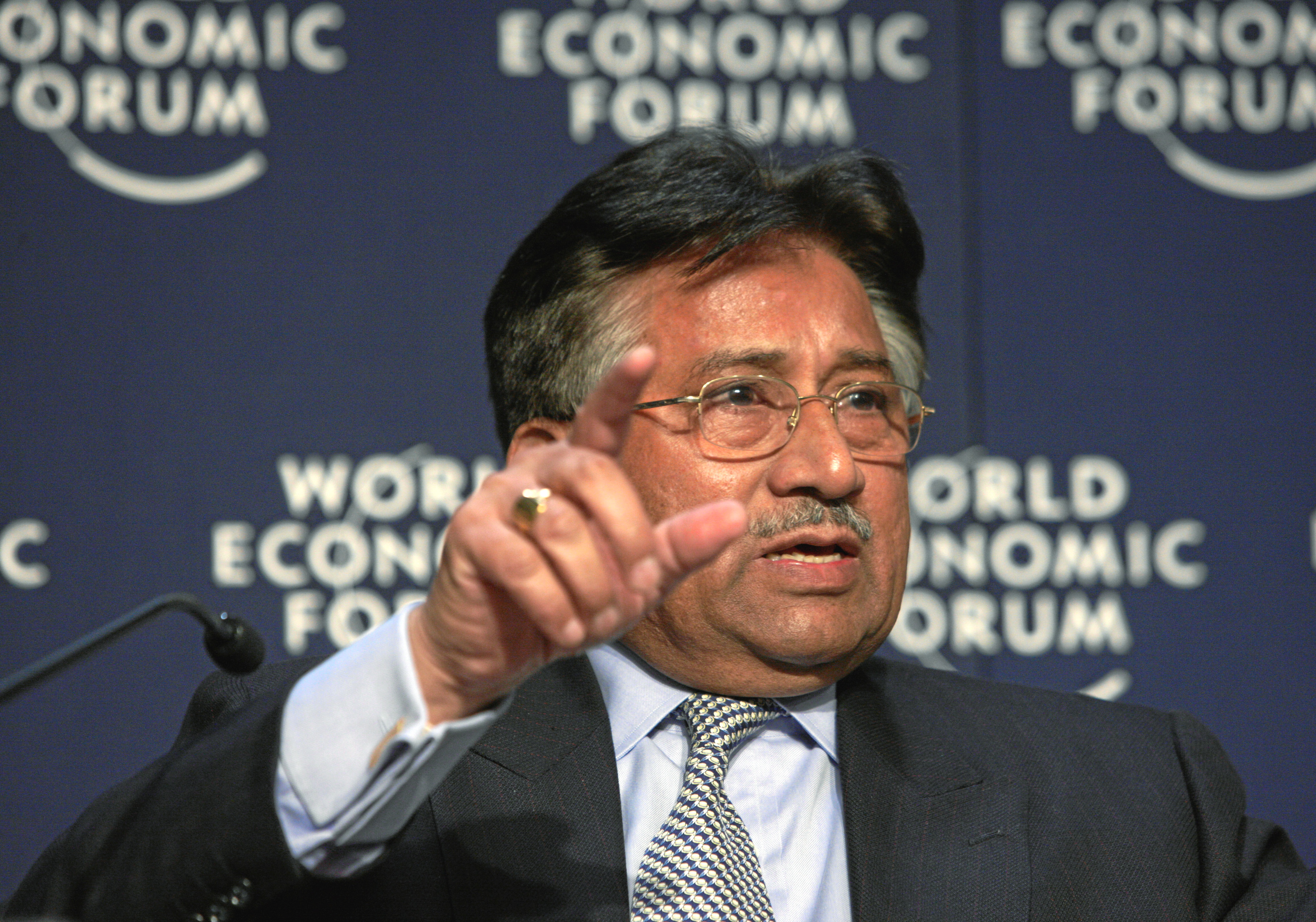
رئيس باكستان السابق برويز مشرف

لعب الجنرال برويز مشرف وهو جنرال متقاعد من فئة الأربع نجوم شغل منصب رئيس هيئة الأركان المشتركة من 1998 إلى 2001 ورئيس أركان الجيش الباكستاني من 1998 إلى 2007، دورًا فعالاً في صياغة دور باكستان في الخدمة الحرب الأهلية الأفغانية. وفي سنة 2001 أصبح مشرف حاكم باكستان العسكري ورئيسًا أيضًا. كان الجنرال برويز مشرف مسؤولاً عن إرسال آلاف الباكستانيين للقتال إلى جانب طالبان وبن لادن ضد أحمد شاه مسعود. في المجموع، يُعتقد أن هناك 28,000 مواطن باكستاني يقاتلون داخل أفغانستان ضد قوات مسعود. كان 20,000 جنديًا باكستانيًا نظاميًا إما من فيلق الحدود أو الفرقة 50 المحمولة جواً أو أفواج الجيش النظامي الثاني عشر، وما يقدر بنحو 8,000 مسلح مجند من المدارس الدينية التي تملأ رتب طالبان النظامية. وبالتالي فإن القوة النظامية لحركة طالبان المقدرة بـ 25,000 تتألف من أكثر من 8000 مواطن باكستاني. تؤكد وثيقة صدرت سنة 1998 عن وزارة الخارجية الأمريكية أن "20-40 بالمائة من جنود طالبان [النظاميين] هم باكستانيون. وتنص الوثيقة كذلك على أن آباء هؤلاء المواطنين الباكستانيين لا يعرفون شيئًا بشأن تورط أبنائهم عسكريا مع طالبان حتى يتم إعادة جثثهم إلى باكستان. وكان 3000 مقاتل آخر من جيش طالبان النظامي من المسلحين العرب وآسيا الوسطى. ومن بين ما يقرب من 45000 جندي باكستاني وطالبان والقاعدة يقاتلون ضد قوات مسعود، كان هناك 14,000 فقط من الأفغان (طالبان).
كان الفريق محمود أحمد المدير العام السابق للمخابرات الباكستانية (ISI) مسؤولاً عن دعم طالبان. ولعب العديد من ضباط المخابرات الباكستانية مثل الفريق حميد غل والفريق نسيم رنا والفريق ضياء الدين بت والعقيد المتقاعد سلطان أمير ترار دورًا رئيسيًا في الحرب. حيث قدموا مساعدات مالية واقتصادية واستراتيجية وعسكرية لطالبان. وكان الجنرال نسيم رنا هو القائد العام للقوات الباكستانية المقاتلة في أفغانستان. وقام بتدريب الطالبان العقيد (المتقاعد) تارار، وأدار المساعدة المالية الجنرال (المتقاعد) حميد غل. عمل اللواء ضياء الدين بت كمنسق المخابرات تحت قيادة الجنرال نسيم رنا. في مجمل الحرب قدم جميع الجنرالات البارزين تقارير إلى الجنرال نسيم رنا الذي يعطي تقييمه ثم يقوم بابلاغ الجنرال مشرف بالجهود التي قادها في أفغانستان. كما أرسل الجنرال مشرف جنودًا شبابًا عسكريين وشبه عسكريين للقتال ضد التحالف الشمالي، ولم يخبر الجنرال مشرف أو الجنرال نسيم رنا أيًا منهم عن سبب إرسالهم لخوض الحرب نيابة عن طالبان ضد التحالف الشمالي. خاض الجنود الباكستانيون الحرب بلباس السلوار قميص الخاكي بدلاً الزي العسكري الرسمي، وذلك في محاولة لإخفاء هويتهم، ولتجنب الضغط الوطني من حكومة نواز شريف والضغط الدولي من العالم الغربي.
أرسل أحمد شاه مسعود سراً رسالة بريدية وصلت إلى نواز شريف رئيس الوزراء في ذلك الوقت. ذكر فيها تفاصيل مشاركة الجيش الباكستاني ووكالة الاستخبارات الباكستانية. عندما حاول شريف التدخل، منعه الجنرال مشرف، ووصف طالبان بأنها «أصول ثمينة» و «المدافعون عن باكستان في خط المواجهة»، ورفض أي أوامر من شريف بوقف دعم باكستان لطالبان. ومع ذلك ففي سنة 2008 دافع نائب وزير الخارجية الأمريكي السابق جون نيغروبونتي عن الجنرال مشرف، وهو الذي يعرف التاريخ الكامل لوكالة الاستخبارات الباكستانية. أوضح نيغروبونتي أن الوقت قد تغير وأن وكالة الاستخبارات الباكستانية تبذل جهدًا لمحاربة الإرهاب.
أفاد المراقبون الذين قابلتهم هيومن رايتس ووتش في أفغانستان وباكستان أن طائرات الاستطلاع التابعة لسرب الرابع الهجومي بسلاح الطيران بالجيش الباكستاني، ساعدت قوات طالبان أثناء العمليات القتالية في أواخر 2000، وأن أعضاء بارزين في وكالة المخابرات الباكستانية والجيش شاركوا في التخطيط لعمليات عسكرية كبيرة لطالبان. ومع تقدم الحرب نشر الجيش الباكستاني الفرقة 50 المحمولة جواً وفيلق الحدود لتقديم الدعم اللوجستي لحملات طالبان ضد قوات مسعود.

#### الدعم السعودي في أفغانستان
أقامت باكستان والمملكة العربية السعودية شراكة إستراتيجية عميقة حول مجموعة متنوعة من القضايا، أهمها أفغانستان. فبعد انقلاب مشرف في أكتوبر 1999 كانت العاصمة السعودية الرياض أول عاصمة أجنبية يزورها برويز مشرف، للدلالة على الأهمية التي توليها العلاقات الباكستانية السعودية. وكرم الرئيس مشرف الملك عبد الله بمنحه أعلى جائزة مدنية باكستانية، وهي جائزة نيشان الباكستانية، في حفل تنصيب ملون في القصر الرئاسي. وفي 21 يناير 2007 منح خادم الحرمين الشريفين الملك عبد الله وسام الملك عبد العزيز أعلى وسام في المملكة للرئيس الباكستاني الجنرال برويز مشرف خلال حفل أقيم في قصره بالرياض. وهو أول زعيم باكستاني ينال أعلى وسام سعودي على الإطلاق.

### القاعدة

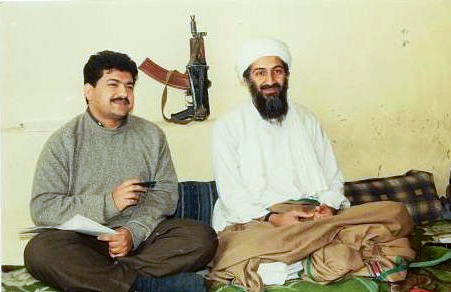
الصحفي الباكستاني حامد مير في مقابلة مع أسامة بن لادن في أفغانستان سنة 1997.

بعد وصول أسامة بن لادن إلى أفغانستان أرسل رسالة إلى الفصائل الأفغانية يخبرهم أنه لا يزال على التزامه بعدم الدخول في خلافاتهم وصراعاتهم كان ذلك قبل أن تستولي طالبان على جلال آباد ومن ثم على كابل. وبعد سيطرة حركة طالبان على أفغانستان بعث الملا محمد عمر قائد طالبان رسالة إلى بن لادن يخبره فيها أنه مرحب به في أفغانستان وأنه تحت حمايتهم لكنه طلب منه التوقف عن أي نشاط إعلامي. خلال تلك الفترة سعت السعودية لدى حركة طالبان لتسليمها بن لادن إلا أن الحركة رفضت ذلك الطلب واستمرت في استضافة بن لادن وتوفيرها الحماية له. شارك بن لادن حركة طالبان في قتالها ضد عبد الرشيد دوستم وأحمد شاه مسعود كما فرغ عدداً من أتباعه لمساعدة الطالبان في قضايا التخطيط والإدارة والتنمية للدولة الجديدة. وفي أواخر 1997 قرر أسامة أن يستعيد نشاطه فبدأ أولاً مع علماء طالبان وباكستان فاستصدر منهم فتوى تؤيد بيانه لإخراج القوات الأميركية من جزيرة العرب. تزامنت هذه الفتوى مع وجود عدد من قيادات الجماعات الإسلامية وخاصة جماعة الجهاد المصرية في أفغانستان وتقاطر عدد كبير من الوفود من باكستان وكشمير على أسامة. وخلال سنوات 1996 إلى 2001 أصبح بن لادن وأيمن الظواهري دولة افتراضية داخل دولة طالبان. فأرسل بن لادن مقاتلين عرب للانضمام إلى القتال ضد الجبهة المتحدة وخاصة ما يسمى باللواء 055.

#### التعاون الاستراتيجي مع حركة أوزبكستان الإسلامية
حركة أوزبكستان الإسلامية هي جماعة مسلحة شكلت سنة 1991 ولها علاقات قوية مع القاعدة. تشير التقديرات إلى أن عدد منتسبي الحركة في أواخر التسعينيات كان قرابة 2000 رجل، وأنهم ساهموا بحوالي 600 مقاتل في هجوم طالبان على مسعود، وشاركوا في حصار تالقان، حيث قاتلوا إلى جانب اللواء 055 لإبن لادن. ولكن من غير المعروف ما إذا كانت تلك الحركة قد عملت بشكل مباشر مع طالبان أو كانت لها علاقات معهم، بالنظر إلى أن طالبان كانوا من البشتون العرقيين الذين تم تحريضهم ضد الأعراق غير البشتونية في أفغانستان. وفي سنة 2001 تم تدمير حركة أوزبكستان الإسلامية تدميرًا شبه كامل أثناء القتال إلى جانب طالبان ضد قوات التحالف بقيادة الولايات المتحدة في أفغانستان. وفر عدد غير معروف من مقاتليهم مع فلول طالبان إلى وزيرستان في باكستان حيث أنشأوا منظمة متابعة. وقُتل زعيم الحركة طاهر يولداشيف بغارة جوية أمريكية عنيفة في 27 أغسطس 2009 في جنوب وزيرستان. وخلفه أبو عثمان في زعامة الحركة. ويوجد اليوم ما يقدر بنحو 2500 إلى 4000 مقاتل من تلك الحركة متمركزين في المناطق القبلية الباكستانية وفي أفغانستان.

## الخلفية والتاريخ

### وصول طالبان إلى الحكم
بعد سقوط نظام نجيب الله الشيوعي سنة 1992، اتفقت الأحزاب السياسية الأفغانية على اتفاقية السلام وتقاسم السلطة (وسمي اتفاق بيشاور)، الذي أسس بموجبه دولة أفغانستان الإسلامية. منذ اليوم الأول لتأسيسها وحتى نهاية 1994 تعرضت الدولة الوليدة لهجوم من مليشيا الحزب الإسلامي التابع لقلب الدين حكمتيار، التي كانت مسلحة وممولة من باكستان المجاورة. يختتم الخبير الأفغاني أمين سيكال في كتابه أفغانستان الحديثة: تاريخ من النضال والبقاء:
كانت باكستان حريصة على الاستعداد لتحقيق اختراق في آسيا الوسطى. [...] لا يمكن أن تتوقع إسلام أباد أن يقوم قادة الحكومة الإسلامية الجدد [...] بإخضاع أهدافهم القومية من أجل مساعدة باكستان على تحقيق طموحاتها الإقليمية. [...] لولا الدعم اللوجستي لقوات حكمتيار من المخابرات الباكستانية وتزويدها بعدد كبير من الصواريخ، لما تمكنت من استهداف وتدمير نصف كابل.
تحالف عبد الرشيد دوستم وميليشيا حزبه جنبش ملي مع قلب الدين حكمتيار بداية 1994. بالإضافة إلى ذلك دعمت المملكة العربية السعودية وإيران - المنافسين في الهيمنة الإقليمية - الميليشيات الأفغانية المعادية لبعضها البعض. وفقًا لـ هيومن رايتس ووتش، فإن إيران ساعدت قوات حزب وحدت الهزاري الشيعي التابع لعبد العلي مزاري في محاولة لتعظيم قوته العسكرية ونفوذه. ودعمت السعودية عبد رب الرسول سياف وفصيله الاتحاد الإسلامي. سرعان ما تصاعد الصراع بين المليشيات إلى حرب واسعة النطاق. شهدت العاصمة كابل قتالًا عنيفًا للغاية خلال تلك الفترة، وكانت السلطة ضعيفة للغاية.
لم يكن جنوب أفغانستان في ذلك الوقت تحت سيطرة الميليشيات المدعومة من الخارج أو الحكومة في كابل، بل كان يحكمها قادة محليون مثل غل أغا شيرزي وميليشياتهم. وفي سنة 1994 نمت حركة طالبان (وهي حركة نشأت من المدارس الدينية التي تديرها جمعية علماء الإسلام للاجئين الأفغان في باكستان) أيضًا في أفغانستان لتكون قوة سياسية دينية، يقال إنها معارضة لاستبداد الحاكم المحلي. وفي 1994 استولت طالبان على عدة ولايات في جنوب ووسط أفغانستان.
وفي أواخر 1994 شهدت كابل هدوءًا نسبيًا لبضعة أسابيع، تلاها استئناف القصف العنيف. حاول وزير دفاع الحكومة أحمد شاه مسعود الشروع في عملية سياسية على مستوى البلاد بهدف التوطيد الوطني وإجراء انتخابات ديمقراطية، كما دعا حركة طالبان للانضمام إلى العملية. رفضت طالبان وبدأت بقصف كابل في بداية 1995 لكنهم هزموا أمام القوات الحكومية بقيادة وزير الدفاع أحمد شاه مسعود. فانتصارات طالبان المبكرة سنة 1994 تلتها سلسلة من الهزائم أسفرت عن خسائر فادحة في 1995.
في 26 سبتمبر 1996 مع هجوم طالبان على كابل، خلص وزير الدفاع المؤقت أحمد شاه مسعود في مقره في شمال كابل إلى أن قواته وقوات حكومة الرئيس رباني المؤقتة قد تم تطويقها، وقرر الإخلاء بسرعة أو سحب تلك القوات إلى الشمال لتجنب التدمير. كما انسحب حكمتيار زعيم الحزب الإسلامي من كابل.
بحلول الليل أو في اليوم التالي يوم 27 سبتمبر، احتلت طالبان كابل. وعيّن زعيم طالبان الملا عمر نائبه الملا محمد رباني على رأس المجلس الوطني الحاكم الذي أطلق عليه اسم إمارة أفغانستان الإسلامية. حتى ذالك الوقت كانت طالبان قد سيطرت على معظم أفغانستان. اعترفت باكستان بحركة طالبان حكومة شرعية في أفغانستان وتلتها المملكة العربية السعودية في اليوم التالي وآخر المعترفين في حركة طالبان كممثل شرعي في أفغانستان كان الإمارات العربية المتحدة.

### إنشاء الجبهة المتحدة (تحالف الشمال)

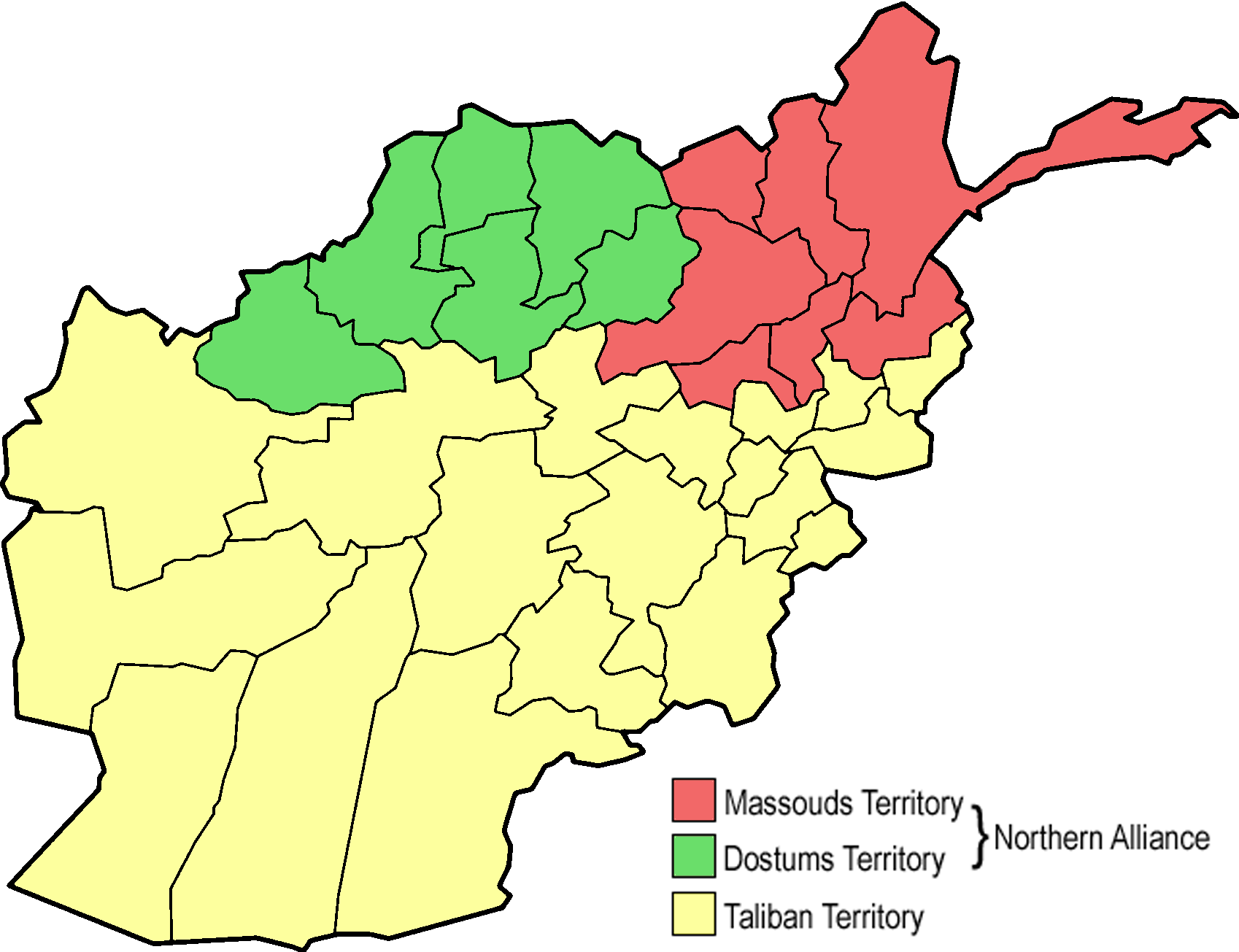
خريطة للوضع في أفغانستان أواخر 1996؛ مسعود/ رباني (أحمر)، دوستم (أخضر)، طالبان (أصفر)

في أواخر 1996 أنشأ أحمد شاه مسعود وعبد الرشيد دوستم أعداء الأمس وحلفاء اليوم، الجبهة المتحدة (التحالف الشمالي) ضد طالبان التي كانت تعد لشن هجمات ضد المناطق المتبقية تحت سيطرة مسعود وتلك الواقعة تحت سيطرة دوستم. وضمت الجبهة المتحدة إلى جانب قوات مسعود ذات الأغلبية الطاجيكية وقوات دوستم الأوزبكية وقوات الهزارة بقيادة الحاج محمد محقق وقوات البشتون بقيادة قادة مثل عبد الحق وحاجی عبدالقدیر. ومن أبرز السياسيين والدبلوماسيين في الجبهة المتحدة عبد الرحيم غفورزاي وعبد الله عبد الله ومسعود خليلي. منذ استيلاء طالبان على كابل في سبتمبر 1996 حتى نوفمبر 2001 كانت الجبهة المتحدة تسيطر على ما يقرب من 30٪ من أفغانستان في ولايات مثل بدخشان وكابيسا وتخار وأجزاء من بروان وكنر ونورستان ولغمان وسمنكان وقندوز وغور وباميان.

### مقتطفات من الحرب

#### بنجشير
شنت حركة طالبان بدعم من الجيش 13 النظامي والفرقة 50 المحمولة جوا التابعين للجيش الباكستاني سلسلة من العمليات العسكرية ضد بنجشير والمناطق المحيطة بها. وقدم لهم سرب الهجوم الرابع بالجيش الباكستاني معلومات استطلاعية. وفي غضون ذلك شنت القاعدة والألوية العربية حملتها العسكرية الخاصة لدعم طالبان على أمل السيطرة على وادي بنجشير. كانت القوات المسلحة الباكستانية قد خططت لتلك العملية جيدًا وكانت أكثر تنظيماً وتحت دراسة شاملة وأدارها الجنرال نسيم رنا. على الرغم من سلسلة عمليات الهجمات الضخمة التي قادها الجنرال رنا، إلا أنه لم يتمكن من إخضاع البنجشير. فتمكن أحمد شاه مسعود من الدفاع عن وادي بنجشير، وصد تلك الهجمات.

#### كابول وقندوز
عقد أحمد شاه مسعود مؤتمرًا سنة 1997 تحت قيادته لاتخاذ قرار بشأن الحكومة المستقبلية ورئيس وزرائها. وكان البشتوني عبد الرحيم غفورزاي الذي لم يكن منتميا إلى أي حزب، هو المرشح في ذلك الوقت. ومن دون معارضة تم انتخابه رئيسا جديدا للوزراء. استقبل برنامج غفورزاي ترحيبا حارا من قبل قطاعات واسعة من السكان. تم اتخاذ خطوة أولى نحو حكومة شعبية جديدة. كان مسعود قد جهز الجيش الأفغاني بزي عسكري حصل عليه حديثًا وتقدم بعد هجوم كبير على بوابات كابول. تقدم التحالف بالدبابات وناقلات الجند المدرعة والأسلحة الثقيلة إلى قاعدة باغرام الجوية، والتي كانت أول انتصار كبير ضد طالبان منذ خسارتهم كابول. بعد تحقيق مكاسب شمال العاصمة واجهوا مقاومة شديدة من قوات طالبان داخل كابول. في نفس الوقت تحطمت طائرة رئيس الوزراء الجديد فوق باميان. بوفاة غفورزاي فقد مسعود أمله في حكومة مستقرة في كابول، فسحب قواته من شمال كابول، لأنه لم يكن ينوي الزحف إلى كابول دون تشكيل حكومة قبلها تكون مقبولة للجميع خاصة للسكان المدنيين لأن ذلك كان سيؤول تكرار مشكلة فترة 1992- 1994.
حاصرت قوات مسعود حوالي 2000 مقاتل من طالبان في قندوز. وتلك قوات طالبان تمكنت من النجاة بعدما تحالفوا مع أحد قادة الاتحاد الإسلامي السابقين لعبد رب الرسول سياف. وقاد الملا أمير خان متقي هجوماً في 4 يوليو 1997 على تالقان عاصمة تخار التي كانت تحت سيطرة مسعود. على الرغم من أن الهجوم فشل، إلا أنه تسبب في ضعف للجبهة المتحدة على الجبهات الأخرى.

#### مزار شريف
في مايو 1997 غضب عبد الملك بهلوان من تورط عبد الرشيد دوستم المزعوم في اغتيال شقيقه رسول بهلوان. فالتقى ومعه قادة آخرين مثل قاري علم روزخ والجنرال عبد المجيد روزي وغفار بهلوان مع قادة طالبان، وأجرى مفاوضات سرية مع الملا عبد الرزاق والملا غاوس في بغديس. واتفقوا على انقلاب عبد الملك على دوستم، والقبض على إسماعيل خان والسيطرة على مدينة مزار شريف. هاجم عبد الملك قوات دوستم في جوزجان في 22 مايو 1997 واحتل معقل دوستم في شبرغان. فانشق معظم قادة دوستم وانضموا إلى بهلوان، وحتى بعض طياري سلاحه الجوي انضموا إلى جانب بهلوان في المعركة. على الرغم من أن التفاصيل الدقيقة للاتفاقية لم تكن واضحة، يبدو أن طالبان قد فشلت في القيام بدورها، إلا أنه اندلع قتال بين قوات دوستم وطالبان في أندخوي وخواجة دكوه، وأرسل مسعود تعزيزات للمنطقة. وفي 25 مايو دخلت طالبان مزار الشريف وبدأت في إغلاق المدارس والمكاتب وفرض الشريعة الإسلامية. فبدأ قادة حزب الوحدة المحليون والمدنيون المسلحون في تجنيد أنفسهم للمقاومة في مناطق الهزارة من المدينة، ولا سيما في المناطق الشمالية الشرقية والشرقية حول سيد آباد.
في هذه المرحلة غير عبد الملك ولائه بتحالف قواته مع حزب وحدت، فاندلع في 30 مايو قتال عنيف حول سيد أباد. حيث نصب كمين لمقاتلي طالبان، وأخذ الآلاف منهم سجناء في میمنه وشبرغان ومزار شريف، وأعدمهم بمحاكمات سريعة. وبحسب ما ورد تحت إشراف شقيق عبد الملك الجنرال جول محمد بهلوان. يقدر العدد الإجمالي للقتلى بـ 3000. علاوة على ذلك تم القبض على قادة جنبيش مثل غلام حيدر الجوزاني وقتلهم، إلى جانب سلام بهلوان وريس عمر بك. في الأشهر التي أعقبت هزيمة طالبان في مزار شريف، شرع عبد الملك في إعادة دمج القوات الموالية لإسماعيل خان في إدارة المدينة.
بحلول يوليو 1998 سيطرت طالبان على جزء كبير من المنطقة شمال هرات، ومنها الطريق المرتبط بمیمنه. وفي 8 أغسطس 1998 دخلت طالبان مرة أخرى مزار شريف.
انضمت بعض قوات الحزب الإسلامي لحكمتيار إلى طالبان في ذلك الوقت لمحاصرة الخطوط الأمامية لحزب الوحدت في قلعة زيني وتختا بول. حوالي 1500 - 3000 مقاتل من الوحدات حوصروا وقتلوا على يد طالبان والحزب الإسلامي لحكمتيار. فر كبار قادة الوحدت مثل محمد محقق بواسطة مروحية.
علاوة على ذلك خلق الاقتتال الداخلي بين قوات دوستم وقوات عبد الملك فرصة لطالبان. تمكنت طالبان من محاصرة مزار الشريف من الخلف، واستولت على حيراتان مباشرة من ترمذ في 20 سبتمبر. ثم شرعت طالبان في دخول المدينة حيث أعدمت ما يقرب من 4000 مدني معظمهم من عرقية الهزارة أو خلفية دينية شيعية. استولت فرقة الاغتيالات التابعة لطالبان «سيباهي صحابه» على القنصلية الإيرانية حيث قتلوا بالرصاص صحفيًا و 8 ضباط استخبارات ودبلوماسيين إيرانيين.

#### عودة إسماعيل خان
في مارس 1997 عاد إسماعيل خان (الجبهة المتحدة) من إيران. وقاد ما يقرب من 2000 مقاتل لقتال طالبان في بادغيس ودفعهم إلى ما يقرب من 20 كيلومتر (12 ميل) شمال نهر المرغاب المؤدي إلى قلعة ناو. توقف تقدم طالبان ولكن لم يتمكن أي من الجانبين من تحقيق مكاسب كبيرة.

#### أزمة إيران وطالبان
وكان من بين القتلى في مزار شريف عدة دبلوماسيين إيرانيين. واختطفت طالبان آخرين، مما أدى إلى اندلاع أزمة رهائن كادت تتصاعد إلى حرب واسعة النطاق، حيث حشدت إيران 70 ألف جندي إيراني على الحدود الأفغانية. واعترف لاحقًا بأن الدبلوماسيين قتلوا على يد طالبان، وأعيدت جثثهم إلى إيران. وفي سبتمبر زعمت حركة طالبان أن إيران انتهكت مجالها الجوي. ثم زعمت إيران لاحقا وقوع اشتباكات طفيفة بين طالبان وإيران، بعد أن قادت حركة طالبان هجومًا على شرق إيران، رغم نفي طالبان لتلك الغارة. ولكن بالنهاية هدأت التوترات بعد وساطة الأمم المتحدة.

### اغتيال مسعود
وفي بداية 2001 ألقى أحمد شاه مسعود ومعه زعماء من جميع أنحاء أفغانستان خطابًا أمام البرلمان الأوروبي في بروكسل مطالبين المجتمع الدولي بتقديم المساعدة الإنسانية لشعب أفغانستان. وذكر أن طالبان والقاعدة أدخلوا تصورًا خاطئًا جدًا للإسلام، وأنه بدون دعم باكستان وبن لادن لن تتمكن طالبان من الاستمرار في حملتها العسكرية لمدة تصل إلى عام. في هذه الزيارة إلى أوروبا حذر أيضًا من أن معلوماته الاستخباراتية قد جمعت معلومات حول هجوم وشيك على الأراضي الأمريكية.

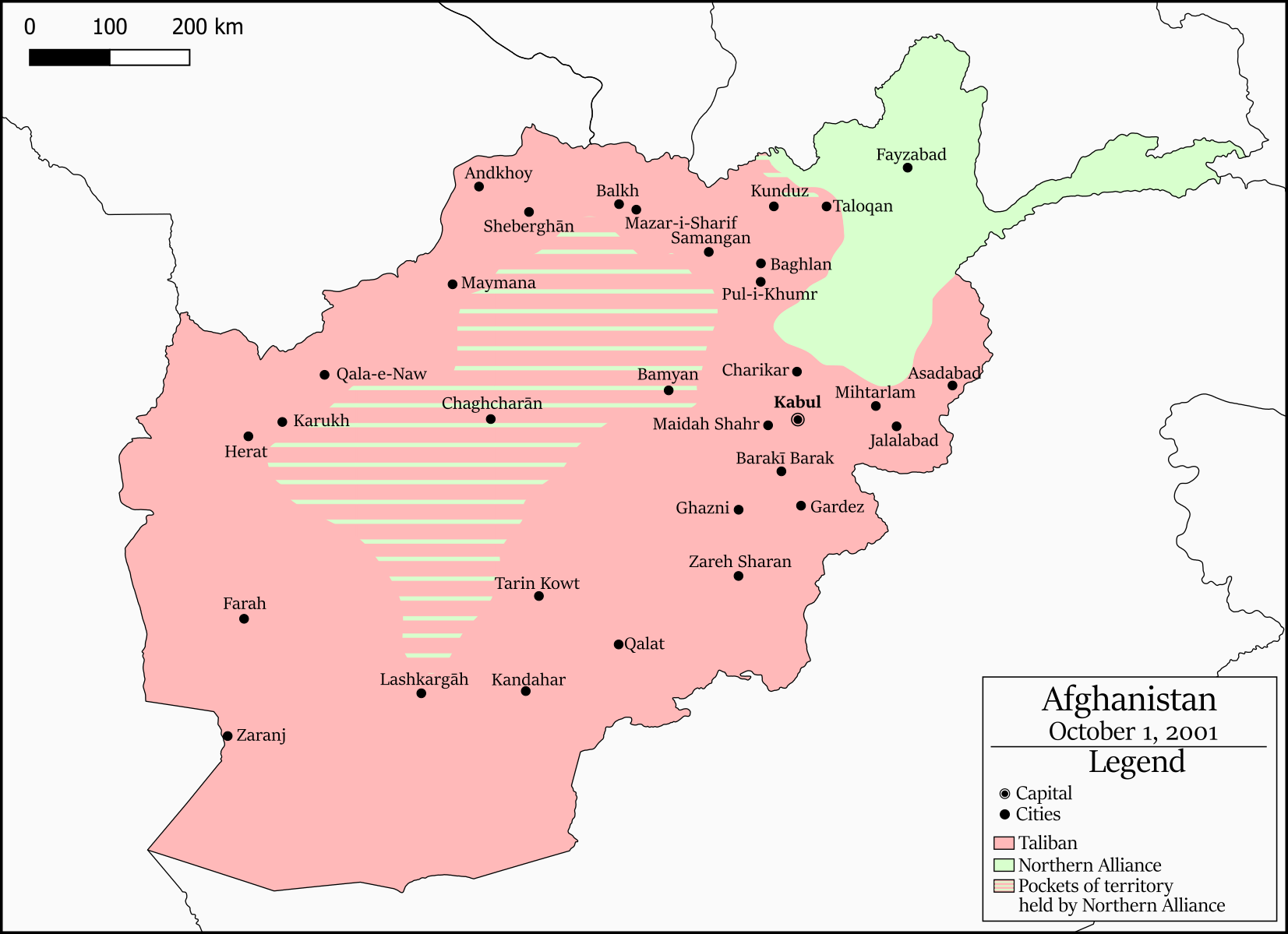
خريطة للوضع في أفغانستان في 1 أكتوبر 2001 قبيل الهجوم الجوي للولايات المتحدة على أفغانستان في 7 أكتوبر 2001.

اغتيل أحمد شاه مسعود في 9 سبتمبر 2001 في عملية انتحارية، وكان ذلك قبل يومين فقط من أحداث 11 سبتمبر. ويعتقد أن أسامة بن لادن زعيم تنظيم القاعدة المتحالف مع طالبان أرسل عنصرين من التنظيم نجحا في اغتياله في بلدة «خواجة بهاء الدين» بولاية تخار الشمالية قرب طاجيكستان حين تظاهرا بأنهما صحفيان وحملا معهما كاميرا ملغومة.

### الغزو الأمريكي
بعد هجمات 11 سبتمبر 2001 على الأراضي الأمريكية، والتي أسفرت عن مقتل ما يقرب من 3000 شخص، شنت الولايات المتحدة وبريطانيا هجومًا جويًا على أفغانستان في 7 أكتوبر 2001، والذي أشارت إليه حركة طالبان على أنه «هجوم على الإسلام». أطاحت القوات البرية التابعة للجبهة المتحدة (التحالف الشمالي)، بدعم من إيران والهند وطاجيكستان وروسيا وأوزبكستان وتركيا وقصف الولايات المتحدة المكثف بقوات طالبان وبنيتها العسكرية التحتية في نوفمبر وديسمبر 2001، فأزاحت طالبان من السلطة في كابل. وسيطرت على أجزاء كبيرة من أفغانستان.

## اقرأ ايضاً
- الحرب في أفغانستان (2001–2021)
- صراع إيران والسعودية بالوكالة
- النزاع في أفغانستان
- مقتل الدبلوماسيين الإيرانيين في مزار شريف